# گاسپاره کاتالدو
گاسپاره کاتالدو (ایتالیایی: Gaspare Cataldo؛ ۲۵ ژانویه ۱۹۰۲ – ۱۳ مارس ۱۹۷۰) فیلم‌نامه‌نویس اهل ایتالیا بود.
از فیلم‌هایی که وی در آن‌ها نقش داشته‌است، می‌توان به داستان عشق، برادران کارامازوف، تمام رم در برابر او لرزید، بر رنگین‌کمان می‌رقصیم و قلب و روح اشاره نمود.